# Papaver
Papaver (L., 1753) , comunemente noto come papaveri, è un genere di piante erbacee appartenente alla famiglia delle Papaveraceae, diffuso in tutti i continenti.
La specie più nota è Papaver rhoeas, ovvero il papavero comune, specie messicola la cui fioritura è visibile nei campi della fascia temperata all'incirca da maggio.
Questo fiore nell'antichità era il simbolo di Venere

## Tassonomia
Descritto per la prima volta nel 1753 da Linneo nel suo Species Plantarum come composto da sole 8 specie, attualmente all'interno del genere Papaver ne sono incluse 252.
Con l'introduzione dell'analisi filogenetica alcuni generi come Meconopsis o Stylomecon sono stati qui inclusi, anche se ad oggi si tratta ancora di un taxon non monofiletico.

## Galleria d'immagini

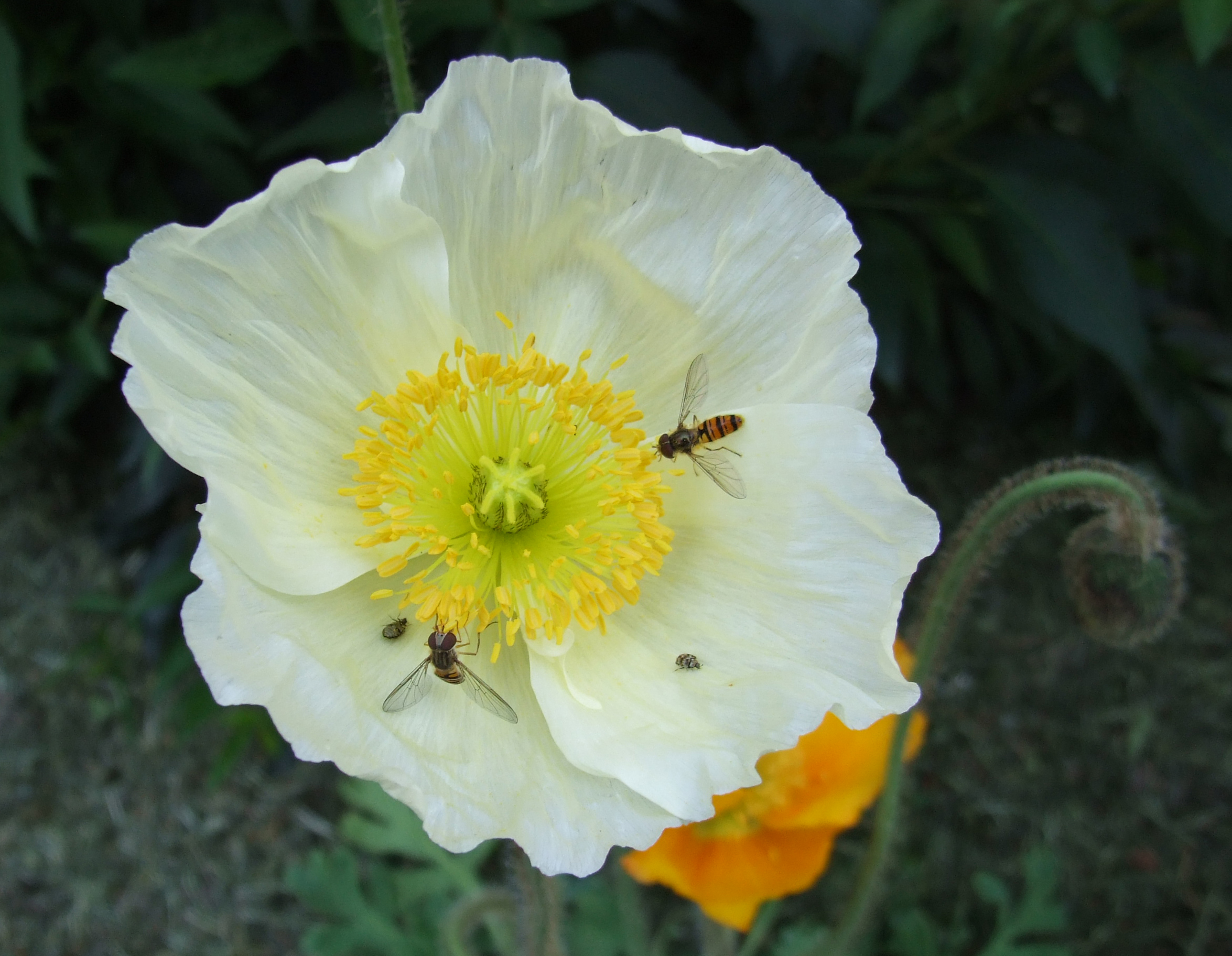
Papaver nudicaule.
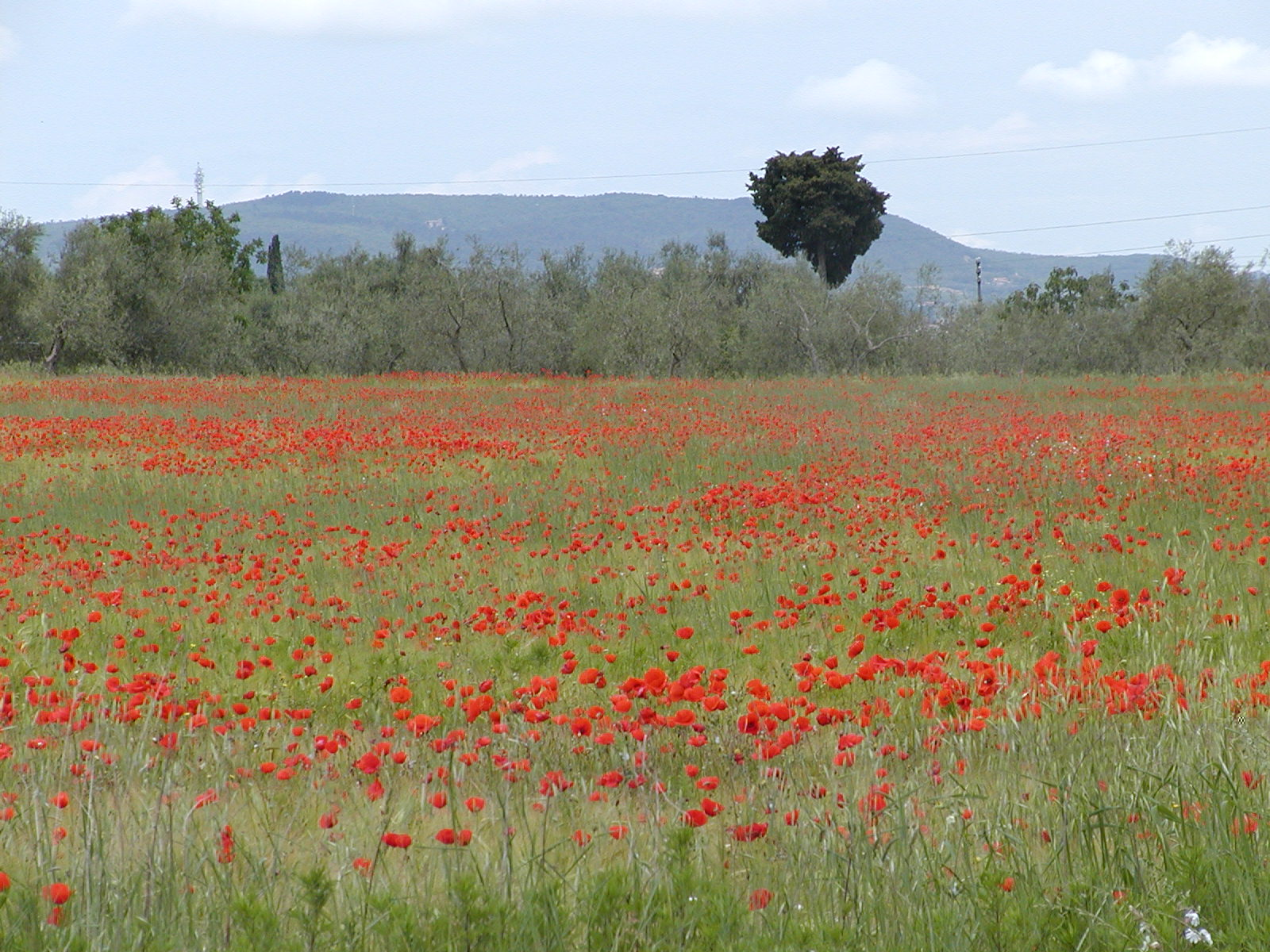
Un campo di papaveri in Toscana.
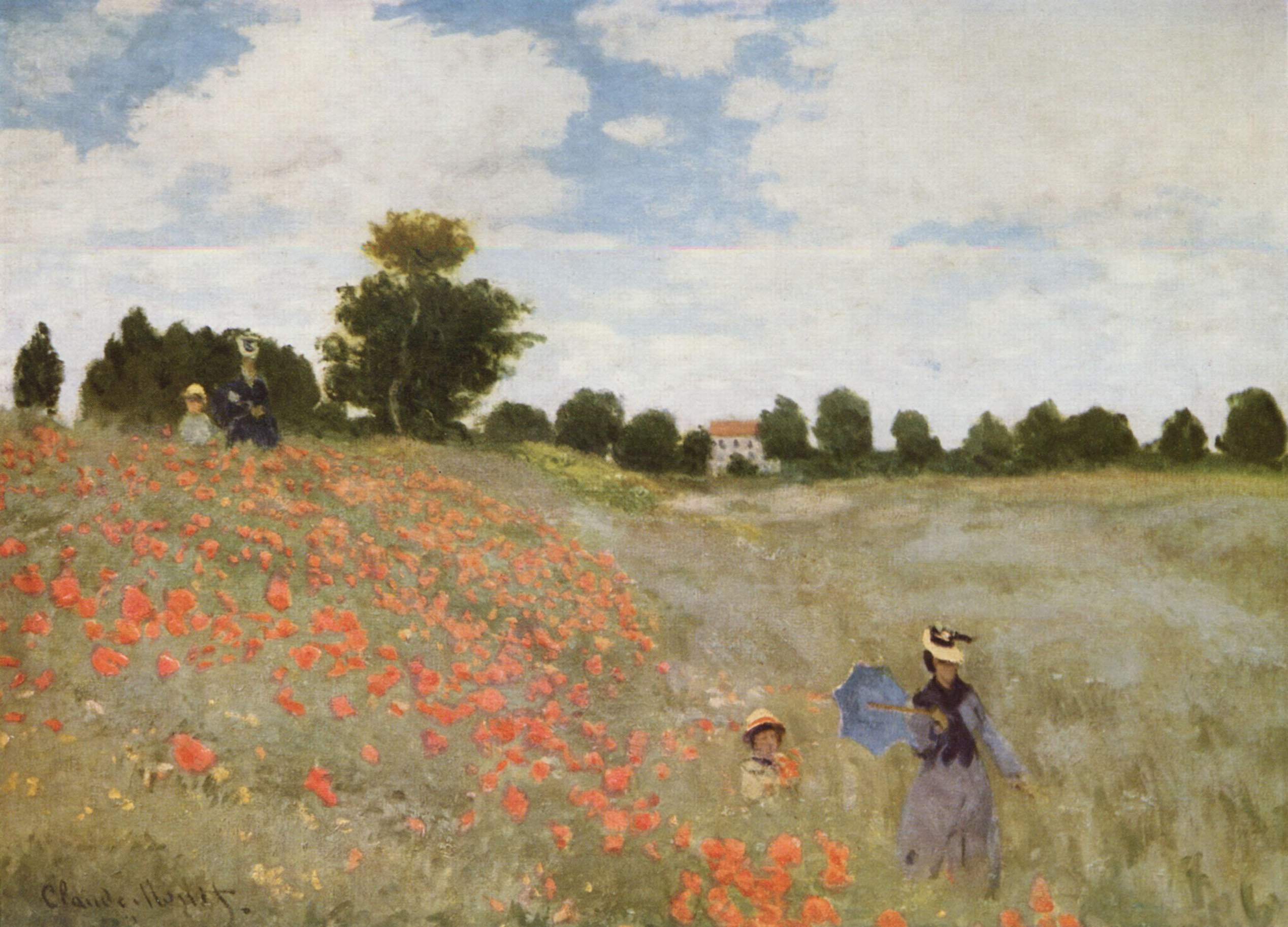
I papaveri di Claude Monet: il pittore impressionista si ispirò spesso a questi fiori per le sue creazioni.